# دعم وتأييد
في نظم الديمقراطية البرلمانية تكون الثقة والموارد ضرورية لتتمتع الحكومة بالسلطة. كما أن اتفاق الثقة والموارد هو اتفاق ينص على دعم حزب الأقلية أو عضو مستقل بالبرلمان للحكومة في مقترحات الثقة ووأصوات الاعتماد (الموارد) عن طريق التصويت لصالح الحكومة أو الامتناع عن التصويت.

## الثقة
في غالبية النظم الديمقراطية البرلمانية يمكن أن يتقدم أعضاء البرلمان باقتراحات منح الثقة أو حجبها عن الحكومة أو السلطة التنفيذية. وتبين نتيجة هذه الاقتراحات مدى الدعم الحالي للحكومة في البرلمان. وعند إخفاق اقتراح الحصول على الثقة أو عند تمرير اقتراح بحجب الثقة، غالبًا ما تستقيل الحكومة وتسمح للسياسيين الآخرين بتشكيل حكومة جديدة أو تدعو إلى انتخابات مبكرة.

## الموارد
تتطلب معظم النظم الديمقراطية موافقة البرلمان على قانون الاعتمادات المالية أو شيء من هذا القبيل حتى تتلقى الحكومة المال وتفعل سياساتها. وإذا أخفق قانون الاعتماد المالية، تفقد الحكومة السيطرة على الموارد المالية وبالتالي تصبح بلا سلطة فعلية. لذا الإخفاق في قانون الموارد له نفس تأثير الإخفاق في اقتراحات الثقة. في بداية إنجلترا الحديثة، كان حجز الأموال أحد وسائل البرلمان القليلة للتحكم في الملك.

## وصلات خارجية
- Example of confidence and supply agreement in New Zealand